# Inge II. Norský
Inge II. Bårdsson (1185 – 23. dubna 1217) byl norský král v letech 1204 až 1217. Byl králem strany tzv. birkebeiner (březonohých) v norské občanské válce. V roce 1208 byl uzavřen mír, který trval posledních devět let Ingeho vlády. Inge a strana birkebeiner ale museli uznat vládu strany bagler v oblasti Viken.

## Původ
Ingeho otec Bård Guttormsson byl mocným šlechticem z Trøndelagu, podporovatelem krále Sverre Sigurdssona, který stranu birkebeiner přivedl k moci. Ingeho matka Cecílie Sigurdsdotter byla dcerou krále Sigurda II. Byla vdaná za švédského šlechtice Folkvida, ale poté, co její bratr Sverre získal norský trůn, manžela opustila a vydala se za bratrem do Norska. Tvrdila, že za Folkvida byla provdaná proti své vůli. Arcibiskup její manželství anuloval a Sverre ji provdal za svého věrného spojence Bårda Guttormssona. Inge byl jediným synem Bårda a Cecílie.

## Nástup na trůn
Král Sverre zemřel v roce 1202, jeho syn Haakon a vnuk Guttorm Sigurdsson zemřeli oba během dvou příštích let. Birkebeiner tedy neměli žádného přímého následníka Sverreho na trůně (o existenci dalšího Sverrehova vnuka Haakona se ještě nevědělo). Po smrti mladého Guttorma v srpnu 1204 potřebovali silného vůdce, aby mohli čelit tlaku baglerů. Vůdci birkebeiner chtěli za vůdce hraběte Haakona, syna Folkvida a Cecílie Sigurdsdotter a tudíž Ingeho nevlastního bratra. Arcibiskup Eirik z Nidarosu a sedláci z Trøndelaga však trvali na volbě Ingeho, který do té doby vládl Trøndelagu. Inge se nakonec stal králem, zatímco hrabě Haakon velitelem armády a obdržel polovinu královských příjmů.

## Vláda
V příštích čtyřech letech vedli birkebeiner a bagler tuhé boje. Strana bagler měla pod kontrolu téměř celou oblast Viken s městy Tønsberg a Oslo, Inge ovládal Trøndelag s městem Nidaros, zatímco Bergen byl střídavě pod kontrolou obou stran. V roce 1206 bagler zaútočili na Nidaros během svatebních oslav Ingeho sestry Sigrid a sám Inge stěží vyvázl životem. V příštím roce birkebeiner úspěšně zaútočili na nepřátelskou pevnost Tønsberg. Ani jedna strana nemohla dosáhnout rozhodujícího vítězství. Na podzim 1207 arcibiskup Tore z Nidarosu a biskup Nikolas z Osla, prominentní bagler, zahájili vyjednávání o usmíření obou stran. Dosáhli toho, že král Inge a jeho protějšek Filip Simonssson souhlasili se setkáním na podzim 1208. Filip se tehdy zřekl titulu krále a královské pečeti a získal zato východní Norsko a oblast Viken. Hrabě Haakon získal západní Norsko s městem Bergen. Inge měl být jediným králem, lenním pánem Filipa i Haakona, a ponechal si Trøndelag s městem Nidaros. Filip se oženil s dcerou krále Sverreho Kristinou.
Mír vydržel až do konce Ingeho vlády, Filip však dohodu nerespektoval, dál užíval titulu krále a ponechal si královskou pečeť. Haakon se rovněž pokoušel o to, aby byl prohlášen králem. Inge s Haakonem sjednal dohodu, že ten z bratrů, který přežije druhého, zdědí pozemky toho druhého a syn jednoho či druhého zdědí obojí. Haakon měl syna narozeného v manželství, zatímco Inge měl pouze nemanželského syna Guttorma s konkubínou Gyrid. V roce 1214 Inge potlačil rolnického povstání v Trøndelagu – podněcovatelem povstání byl možná hrabě Haakon. Ingeho nevlastní bratr zemřel na konci roku 1214 a Inge poté převzal jeho část království.
V roce 1217 Inge onemocněl a 23. dubna 1217 zemřel. Pohřben je v Nidaroském dómě. Jeho nástupcem se stal třináctiletý nemanželký syn Haakona III. Haakon Haakonsson.